# Chusquea nudiramea
Chusquea nudiramea är en gräsart som beskrevs av Lynn G. Clark. Chusquea nudiramea ingår i släktet Chusquea och familjen gräs. Inga underarter finns listade i Catalogue of Life.